# Пиэриды

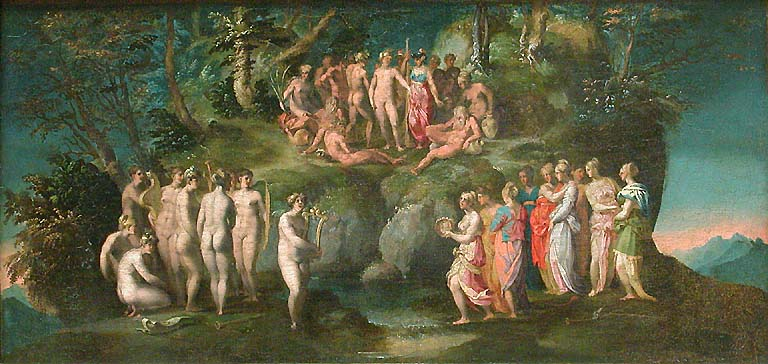
Вызов Пиэрид Россо (ок. 1520)

В древнегреческой мифологии Пиэриды (др.-греч. Πιερίδες) или Эматиды (др.-греч. Ἠμαθίδες) были девятью сёстрами, которые бросили вызов музам в песенном состязании и, потерпев поражение, были превращены в птиц. Сами музы иногда также называют их этим именем. Они были дочерьми Пиэроса, царя Эмафийского в Македонии, Антиопы из Пиерии или Эуиппы из Пеонии. Сёстры также назывались Эматиды, в честь их дяди по отцу Эмата.

## Мифология

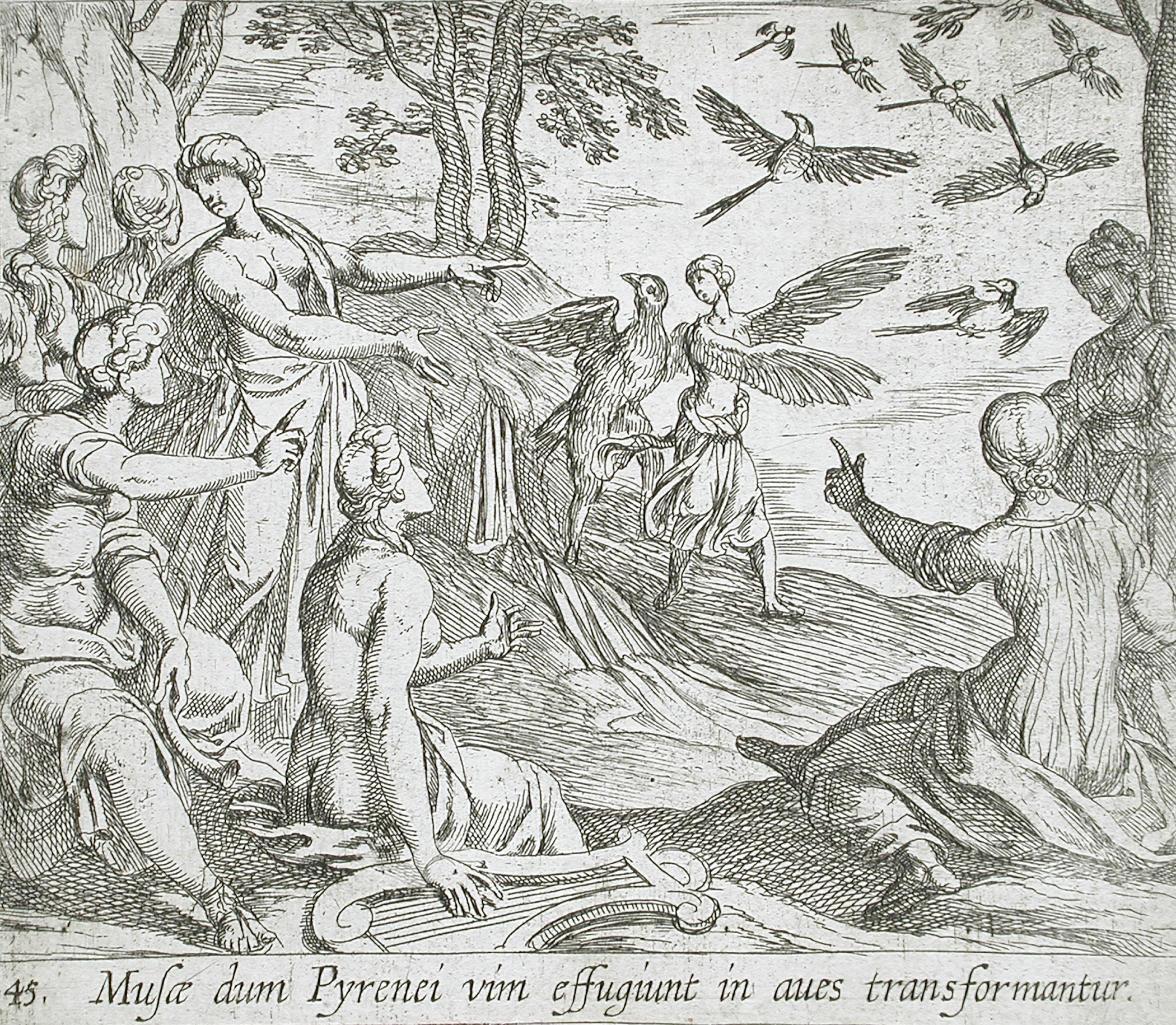
(Нидерланды, Амстердам), Антонио Темпеста (Италия, Флоренция, 1555-1630)
Превращение Пиэрид Вильгельма Янсона (1606) в Лос-Анджелесском окружном музее искусств

### Повествование Овидия
В Метаморфозах Овидия Урания, одна из муз, рассказывает о своём состязании с Пиэридами Афине в следующих отрывках:

Муза вела свой рассказ. Но крылья вверху зазвучали,
295	И от высоких ветвей раздался приветствия голос.
Глянула вверх, не поймет, откуда так слышится ясно
Говор. Юпитера дочь полагает: то речи людские.
Были то птицы! Числом же их девять: на рок свой пеняя,
В ветках сороки сидят, что всему подражают на свете.
300	И удивленной рекла богиня богине: «Недавно
Птиц приумножили сонм побежденные в споре сороки.
Их же богатый Пиер породил на равнине пеллейской.
Мать им Эвиппа была пеонийка, что к мощной Луцине,
Девять рождавшая раз, обращалась девятикратно.
305	Вот возгордилась числом толпа тех сестер безрассудных.
Множество градов они гемонийских прошли и ахайских,
К нам пришли и такой состязанье затеяли речью:
“Полно вам темный народ своею обманывать ложной
Сладостью! С нами теперь, феспийские, спорьте, богини,
310	Если себе доверяете вы! Ни искусством, ни звуком
Не победить нас. Числом нас столько же. Иль уступите,
Сдавшись, Медузы родник заодно с Аганиппой гиантской,
Иль эмафийские вам мы равнины уступим до самых
Снежных Пеонов, — и пусть нам нимфы судьями будут”.

Нимфы стали судьями музыкального состязания. Одна из Пиэрид пела о бегстве олимпийских богов от чудовища Тифона:

В спор было стыдно вступать, но еще показалось стыднее —
Им уступить. Вот выбрали нимф, — и тотчас, поклявшись
Реками, сели они на сиденье из дикого камня.
Дева, что вызвала нас, начинает без жребия первой.
Брани бессмертных поет; воздает не по праву Гигантам
320	Честь, а великих богов деянья меж тем умаляет:
Будто, когда изошел Тифей из подземного царства,
На небожителей страх он нагнал, и они, убегая,
Тыл обратили, пока утомленных не принял Египет
В тучные земли и Нил, на семь рукавов разделенный.
325	Будто потом и туда заявился Тифей земнородный,
И что бессмертным пришлось под обманными видами скрыться.
“Стада вождем, — говорит, — стал сам Юпитер: Либийский
Изображаем Аммон и доныне с крутыми рогами!
Вороном сделался Феб, козлом — порожденье Семелы.
330	Кошкой — Делийца сестра, Сатурния — белой коровой.
Рыбой Венера ушла, Киллений стал ибисом-птицей”.

Урания и Афина продолжили беседу о великом состязании:

Все это спела она, сочетая с кифарою голос.
“Вызвали нас, Аонид, — но тебе недосужно, быть может,
Некогда, может быть, слух склонять к песнопениям нашим?”»
335	«Не сомневайся и всю передай по порядку мне песню», —
Молвит Паллада и в тень прохладную рощи садится.
Муза, — «Даем мы одной, — говорит, — одолеть в состязанье!» —
Встала и, плющ молодой вплетя себе в волосы, стала
Пальцем из струн извлекать Каллиопа печальные звуки

Каллиопа спела много историй из мифов во время состязания с Пиэридами. Муза рассказала о похищении Персефоны богом подземного мира Аидом и скорбью матери молодой девушки, богини Деметры о потере её любимой дочери. Каллиопа также поведала о неразделённой любви речного бога Алфея к нимфе Аретусе, а также о приключении героя Триптолема в Скифии, где он встретил завистливого царя Линкуса. Следующие строки описывают наказание победоносных муз своим побеждённым противникам, Пиэридам, превращающимся в птиц:

Старшая наша сестра ученую кончила песню.
Хором согласным тогда геликонским победу богиням
Нимфы судили. Когда ж побежденные стали в них сыпать
665	Бранью, сказала она: «Для вас недостаточно, видно,
От посрамленья страдать; к вине прибавляете ругань
Злобную, но и у нас иссякло терпенье; вступим
Мы на карающий путь, своему мы последуем гневу».
Лишь засмеялись в ответ Эмафиды, презрели угрозы.
670	Вновь пытались они говорить и протягивать с криком
Наглые руки свои; но увидели вдруг, что выходят
Перья у них из ногтей, что у них оперяются руки.
Видят, одна у другой, как у всех на лице вырастает
Жесткий клюв, а в лесу появляются новые птицы.
675	В грудь хотят ударять, но, руками взмахнув и поднявшись,
В воздухе виснут уже — злословие леса — сороки.
В птицах доныне еще говорливость осталась былая,
Резкая их трескотня и к болтливости лишней пристрастье.

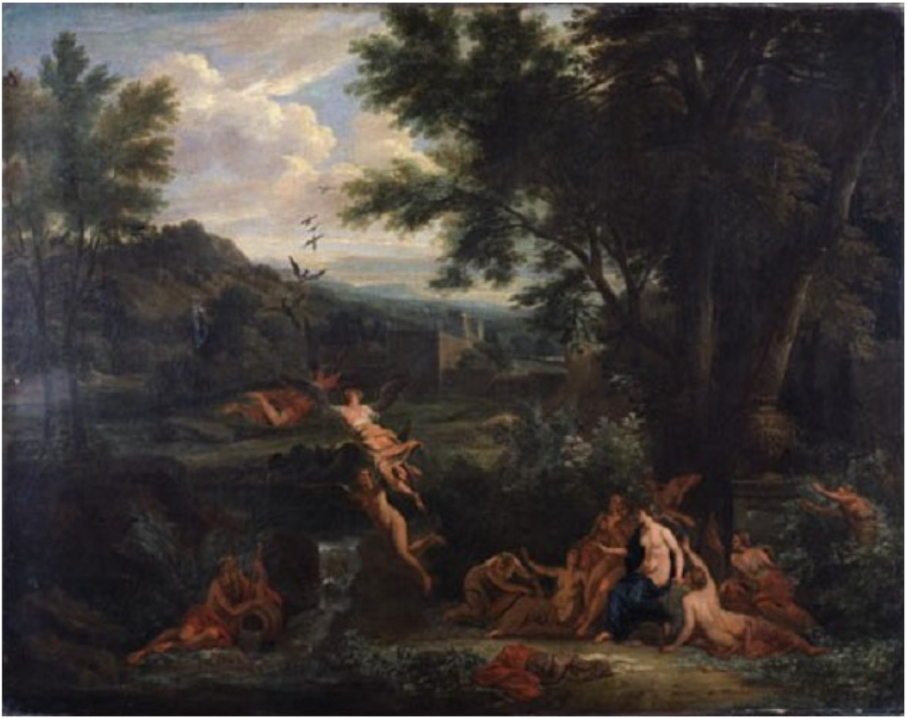
Пиэриды превращаются в сорок Ричарда Ван Орле (1683-1732) в Музее изящных искусств, Гент, Бельгия

### Повествование Антонина
Другое прочтение истории о Пиэридах и музах содержится в Метаморфозах Антонина Либерала:

Зевс, совокупившись в Пиерии с Мнемосиной, породил Муз. В это время в Эмафии царствовал автохтон Пиер, и было у него девять дочерей. Они составили хор для соревнования с Музами, и на Геликоне произошло состязание в мусическом искусстве. (2) И вот, когда пели дочери Пиера, все вокруг погружалось во мрак и никто не слушал их хора, а при пении Муз замирало небо, и звезды, и море, и реки, а Геликон, услаждаемый <их пением>, стал от радости расти до неба, пока это не прекратил по воле Посидона Пегас, ударив копытом в его вершину. (3) За то, что <Эмафиды>, будучи смертными, вступили в спор с богинями, Музы изменили их внешность и превратили в девять птиц. И еще теперь смертные называют их чомгой, вертишейкой, кенхридой, зеленушкой, щеглом, уткой, зеленым дятлом и драконтидой.